# محرم حبیب‌نژاد

## محرم حبیب نژاد کورایم
محرم حبیب‌نژاد کورایم (متولد ۱۳۴۰) پژوهشگر ایرانی و استاد مهندسی مکانیک دانشگاه علم و صنعت ایران است. او در سال ۱۳۹۸ به‌عنوان استاد ممتاز گروه مهندسی مکانیک در دانشگاه علم و صنعت ایران معرفی شد.

## زندگی
محرم حبیب نژاد کورایم در ماه سال ۱۳۴۰ در شهرستان , استان , در خانواده ای فرهنگی زاده شد. دیپلم خود را در سال ۱۳۵۵ اخذ نمود و در همان سال در آزمون سراسری دانشگاه ها در رشته مهندسی مکانیک با گرایش طراحی کاربردی در دانشگاه امیرکبیر پذیرفته شد. دوره کارشناسی را در شهریور ۱۳۶۵ به اتمام رساند و در مهرماه همان سال به عنوان نفر اول در دوره کارشناسی ارشد همان رشته در همان دانشگاه پذیرفته شد و دوره مذکور را با رتبه ممتاز در تیرماه ۱۳۶۷ به پایان رساند. در سال ۱۳۶۸ برای ادامه تحصیلات آکادمیک خود به استرالیا رفت و در دانشگاه ولگنگ در رشته مهندسی مکانیک و گرایش روباتیک مشغول به تحصیل شد و پس از اتمام تحصیلات در مقطع دکتری تخصصی در سال 1373 فارغ التحصیل شد.

## سوابق
سوابق ایشان قابل ارایه در دو دسته بندی زیر می باشد:

### سوابق آموزشی
1. دبیر مجلات دانشگاه علم و صنعت ایران از سال ۱۳۹۴ تا کنون

### سوابق اجرایی و اداری
1. ریاست دانشکده مهندسی مکانیک دانشگاه علم و صنعت ایران از سال ۱۳۸۷ تا ۱۳۸۹
2. رئیس گروه طراحی جامدات دانشکده مهندسی مکانیک دانشگاه علم و صنعت ایران از سال ۱۳۸۵ تا ۱۳۸۷
3. عضو کمیته خودروسازی وزارت صنعت, معدن, تجارت از سال ۱۳۷۳ تا ۱۳۷۹
4. نماینده دانشکده مهندسی در کمیته لیبرتی از سال ۱۳۷۳ تا ۱۳۷۷
5. نماینده دانشکده مهندسی در گروه بایومکانیک از سال ۱۳۷۴ تا ۱۳۷۶

## کتاب شناسی

### کتب فارسی
1. تجزیه و تحلیل و کنترل ربات، انتشارات دانشگاه علم و صنعت ایران، ۱۳۷۶
2. نرم افزار Mathematica و کاربرد مهندسی آن، انتشارات دانشگاه علم و صنعت ایران، ۱۳۷۷
3. دینامیک محاسباتی ربات ها، انتشارات دانشگاه علم و صنعت ایران، ۱۳۷۹
4. مجموعه مقالات کنفرانسی مکانیک جلد ۱، ۱۳۷۷
5. مجموعه مقالات کنفرانسی مکانیک جلد ۲، ۱۳۷۷
6. مجموعه مقالات سمینار ساماندهی در برنامه سوم توسعه، انتشارات دانشگاه علم و صنعت ایران، ۱۳۷۹
7. ریاضیات مهندسی پیشرفته با نرم افزار Mathematica و Matlab ،انتشارات دانشگاه علم و صنعت ایران، ۱۳۸۶
8. نانورباتیک، انتشارات دانشگاه علم و صنعت ایران، ۱۳۹۴
9. ریاضیات مهندسی پیشرفته کاربردی، انتشارات دانشگاه علم و صنعت ایران، ۱۳۹۶

### کتب انگلیسی
1. Proceedings of the ISME ۹۸ VOL. II
2. Proceedings of the ISME ۹۸ VOL. V

## جوایز و افتخارات علمی
1. پژوهشگر برتر سال در جشنواره جایزه نانو، برنده جشنواره فناوری نانو ایران، تهران، ایران، ۱۳۹۱
2. جایزه پژوهشگر برتر سال، مهندسی مکانیک، دانشگاه علم و صنعت ایران، تهران، ایران، ۱۳۸۹
3. جایزه پژوهشگر برتر سال، مهندسی مکانیک، دانشگاه علم و صنعت ایران، تهران، ایران، ۱۳۸۶
4. جایزه استاد برتر سال ایران، وزارت فرهنگ و آموزش عالی، تهران، ایران، ۱۳۸۴
5. استاد راهنمای برتر پایان نامه دکتری مکانیک جامدات، اعطا شده توسط انجمن مهندسین مکانیک ایران، اصفهان، ایران، اردیبهشت ۱۳۸۴
6. ناظر پروژه ربات جارو خاکنداز برنده دومین جایزه خوارزمی جوان، تهران، ایران، ۱۳۷۹
7. جایزه پژوهشگر برتر سال، دانشگاه علم و صنعت ایران، دانشگاه علم و صنعت ایران، تهران، ایران، ۱۳۷۹
8. طرح پژوهشی برتر "ربات متحرک"، برنده جایزه دانشگاه علم و صنعت ایران، تهران، ایران، ۱۳۷۹
9. پروژه پژوهشی برتر "حمل خودکار بار با استفاده از ربات اطلس۲"، برنده جایزه دانشگاه علم و صنعت ایران، تهران، ایران، ۱۳۷۹
10. جایزه پژوهشگر برتر سال، دانشگاه علم و صنعت ایران، دانشگاه علم و صنعت ایران، تهران، ایران، ۱۳۷۸
11. جایزه پژوهشگر برتر سال، دانشگاه علم و صنعت ایران، دانشگاه علم و صنعت ایران، تهران، ایران، ۱۳۷۷
12. جایزه مدرس برتر سال، مهندسی مکانیک، دانشگاه علم و صنعت ایران، تهران، ایران، ۱۳۷۶
13. بورسیه دکتری وزارت فرهنگ و آموزش عالی، تهران، ایران، ۱۳۶۸

## عضویت در مجامع علمی و هیئت تحریریه مجلات علمی
1. عضو انجمن مهندسان مکانیک ایران (ISME)
2. عضو انجمن مهندسان مکانیک امریکا (ASME)
3. داور ژورنال سیستم های دینامیکی ، اندازه گیری و کنترل در انجمن مهندسان مکانیک امریکا (ASME)
4. داور ژورنال علم و فناوری امیرکبیر (AmirKabir Journal of Science & Technology)
5. داور ژورنال علم و فناوری ایران (Iranian Journal of Science & Technology)
6. داور ژورنال بین المللی مهندسی (International Journal of Engineering)
7. داور ژورنال مکانیزم و نظریه ماشین (Mechanism and Machine Theory)
8. داور ژورنال اکتا آستروناتیکا (Acta Astronatica)
9. داور ژورنال ریاضیات کاربردی پیشرفته و مکانیک ( Advanced Applied Mathematics and Mechanics)
10. داور ژورنال انفورماتیک مهندسی پیشرفته (Advanced Engineering Informatics)
11. داور ژورنال سیستم های رباتیک پیشرفته (Advanced Robotic Systems)
12. داور ژورنال پیشرفت در مهندسی مکانیک (Advances in Mechanical Engineering)
13. داور ژورنال تحلیلگر (Analyst)
14. داور ژورنال ضد سرطان (Anti-Cancer)
15. داور ژورنال مدلسازی ریاضی کاربردی ( Applied Mathematical Modeling)
16. داور ژورنال ریاضی و مکانیک کاربردی (Applied Mathematics and Mechanics)
17. داور ژورنال علوم سطح کاربردی (Applied Surface Science)
18. داور ژورنال عربی (Arabian Journal)
19. داور ژورنال بین المللی مهندسی هوافضا (International Journal of Aerospace Engineering)
20. داور ژورنال آسیایی (Asian Journal)
21. داور ژورنال فناوری خودرو (Automotive Technology)
22. داور ژورنال بیومکانیک (Biomechanics)
23. داور ژورنال بایوفای (Biophy)
24. داور ژورنال کلوئیدها و سطح A ()
25. داور ژورنال بین المللی کنترل ()
26. داور ژورنال محاسبات مهندسی ()
27. داور ژورنال علوم و فناوری مهندسی ()
28. ژورنال IEEE Accees
29. داور ژورنال IEEE Automatica Sinica
30. داور ژورنال IEEE Cybermetrics
31. داور ژورنال IEEE Industrial Electronics
32. داور ژورنال IEEE Industrial Informatics
33. داور ژورنال IEEE Medecal Robotics
34. داور ژورنال شبکه های عصبی IEEE
35. داور ژورنال IEEE Robotics & Automation
36. داور ژورنال IEEE Robotics & Automation
37. داور ژورنال IEEE Systems، Man and Cybermetrics
38. داور ژورنال IMEC Part C، J و K
39. داور ژورنال ربات صنعتی
40. داور ژورنال سیستم رباتیک هوشمند
41. داور ژورنال ایرانی J of Science and Technology
42. داور ژورنال ISA Transaction
43. داور ژورنال برای مسائل ریاضی در مهندسی
44. داور ژورنال Mesurement Sci & Tech.
45. داور ژورنال Mech Advenced Material
46. داور ژورنال رشته مکانیک
47. داور ژورنال سیستم های مکانیکی و پردازش سیگنال
48. داور ژورنال طراحی مبتنی بر مکانیک
49. داور ژورنال مواد مکانیک
50. داور ژورنال مکانیزم و نظریه ماشین
51. داور ژورنال مکاترونیک
52. داور ژورنال میکرومکانیک و میکرومهندسی
53. داور ژورنال نانومواد
54. داور ژورنال Ninlinear Dynamics
55. داور ژورنال کاربرد و روش کنترل بهینه
56. داور ژورنال Physica D و E
57. داور ژورنال فناوری پودر
58. داور ژورنال برای مهندسی دقیق
59. داور ژورنال رباتیک و خودمختار
60. داور ژورنال Robotica
61. داور ژورنال کنترل قوی و غیرخطی
62. داور ژورنال Scientia چین
63. داور ژورنال Scientia Iranica
64. داور ژورنال شوک و لرزش (Shock and Vibration)
65. داور ژورنال شبیه سازی (Simulation)
66. داور ژورنال سیستم و کنترل بخش اول (System and Control Engineer Part I)
67. داور ژورنال برای علم سیستم (System Science)
68. داور ژورنال Tribology International
69. داور ژورنال اولترامیکروسکوپی (Ultramicroscopy)
70. داور ژورنال ارتعاشات و آکوستیک (Vibration and Acoustics)
71. داور ژورنال ارتعاشات و کنترل (Vibration and Control)

## دروس ارائه شده
1. دینامیک پیشرفته (تحصیلات تکمیلی)
2. ریاضیات پیشرفته (تحصیلات تکمیلی)
3. سینماتیک و دینامیک ربات ها (تحصیلات تکمیلی)
4. رباتیک (کارشناسی)
5. دینامیک (کارشناسی)
6. مقا.مت مصالح 1 (کارشناسی)
7. مقاومت مصالح 2 (کارشناسی)
8. آزمایشگاه مقاومت مصالح (کارشناسی)